# Skeppsbrott (lek)
Skeppsbrott är en lek som bland annat praktiseras på barnkalas och på idrottslektioner i grundskolan. Leken påminner om tafatt men med skillnaden att även den som nuddar golvet är ute ur leken.
På idrottslektioner genomförs leken vanligen genom att olika gymnastikredskap, exempelvis plintar och mattor tas fram och sprids ut i gymnastiksalen så att det blir möjligt att på flera olika sätt ta sig fram genom salen utan att nudda golvet. Därefter utses en elev som jagar de övriga eleverna och när jagaren lyckas nudda någon annan elev blir den jagare istället. Skeppsbrott är såväl konditionskrävande som utvecklande för balansen och smidigheten. Leken hör vanligen till de mer populära inslagen på idrottslektionerna, särskilt bland de yngre eleverna.  

### Fotnoter
1. ↑  ”Ordna ett temakalas; gör så här!”. Dalarnas tidningar. 20 februari 2007. Arkiverad från originalet den 7 juli 2022. https://web.archive.org/web/20220707083200/https://www.dt.se/allmant/dalarna/ordna-ett-temakalas-ndash-gor-sa-har. Läst 14 juli 2016.